# Bálványfa
A bálványfa (Ailanthus)  a szappanfavirágúak (Sapindales) rendjébe tartozó bálványfafélék (Simaroubaceae) családjának egy nemzetsége. Kelet-Ázsiától dél felé haladva Észak-Ausztrálázsiáig találhatók meg őshonos fajai. Neve az indonéziai ambonéz nyelvű ailanto szóból származik, melynek jelentése „mennyország-fa” vagy „égigérő fa”
A bálványfák gyors növekedésű, lombhullató fák, szerteágazó ágakkal, nagy (40–100 cm) levelei 15-41 csúcsos végű levélkéből általában páratlanul összetettek, az alapi helyzetű levélpár gyakran karéjosodó. Levélmérete igen nagy: hosszúságuk akár 40–60 cm, de a sarjlevelek az 1 métert is elérhetik. Az apró, sárgás-zöldes virágok elágazó bugavirágzatban nyílnak, később megvörösödnek, végül megbarnulva hosszú ideig a fán maradnak. A porzós virágok gyakran átható, macskavizeletre emlékeztető szagot árasztanak magukból. Július elején virágzik, sok nektárt és virágport termel, jó mézelő. Levelei a selyemhernyók egyik tápláléka. A levelek érintése is kellemetlen szagot hagyhat a kézen. A termés lependék, szeptemberben érik, az éretlen piros színről megbarnul és télen hullik le. Magjai képesek éveken keresztül megőrizni csírázóképességüket. Termései a szél útján akár több kilométeres távolságra is eljuthatnak. Fája dekoratív megjelenésű, törzse egyenes, a kérge sima és szürke, magassága a 20-25 métert is elérheti. A bálványfa jól tűri a légszennyezést, hazánkban az 500-600 méteres tengerszint feletti magasságok alkotják elterjedésének magassági határát. A mérsékelt égövben nem élnek természetes ellenségei, kórokozói.
Gyökérzete oldalirányban terjed, a felső 50 cm-es talajrétegben, és a gyökerei által raktározott nagy tápanyagmennyiség miatt nagyon gyorsan regenerálja a hajtásait, illetve sok gyökérsarjat növeszt, ami miatt kiirtása nagyon nehéz. Kiirtását mechanikus úton nehéz megoldani, ezért inkább a glifozát tartalmú vegyszeres kezelés ajánlott.
A bálványfa Közép-Európa egyik legveszélyesebb invazív faja. Éghajlatunkon 70-80 évig él, származási helyén ennek kétszeresét is megéri. Nagyon gyorsan szaporodik, 1 év alatt akár 200–300 m²-es területet is elfoglalhat. Sűrű és magas lombja elfogja a fényt a honos növényzettől, valamint a lomb nagy nitrogén-felhalmozódást eredményez, ami a ragadós galajhoz hasonló gyomnövények terjedését segíti elő. A bálványfa allelopatikus hatása révén a fa gyökere, illetve a levelei továbbá képesek olyan biomarkerek kiválasztására, amelyek a környezetében lévő lágyszárú és fás szárú növények életfolyamataira negatív hatást gyakorolnak. Ezen negatív hatások közt szerepel a többi növény növekedésnek gátolása, valamint a fotoszintézis leállítása és a káliumfelvétel blokkolása. Ennek következtében a bálványfa körül rövid időn belül megritkul az őshonos növénytakaró és jellemzően nitrofil növényfajok (nagy csalán, ragadós galaj, fekete bodza) kezdenek el megtelepedni. Ezek a fajok több évtizeden át képesek a természetes erdősülési folyamatok visszatartására. A fagy sem árt neki, mert serkenti a gyökérsarjak képződését. Ellene permetezéssel, sorozatos sarjkenéssel (mely során a vegyszert csepegésmentes kézi szerkezettel kenik rá a célnövényre) vagy fainjektálással (mely során a hatóanyagot közvetlenül a fa törzsébe juttatják) lehet védekezni.
A bálványfát a 18. század közepén honosították meg Európában, elsőként Franciaországba telepítették be. Magyarországra a 19. században hurcolták be.

## Fajok
A nemzetségbe tartozó fajok száma a különböző leírások alapján általában 6 és 10 közé esik. Az ide sorolt fajok közé tartozik:
- mirigyes bálványfa (Ailanthus altissima) – a kontinentális Kína északi és középső része, Tajvan
- Ailanthus excelsa – India és Srí Lanka
- Ailanthus integrifolia – Új-Guinea és Queensland (Ausztrália)
- Ailanthus malabarica – Délkelet-Ázsia
- Ailanthus triphysa – Észak- és Kelet-Ausztrália
- Ailanthus vilmoriniana – Délnyugat-Kína

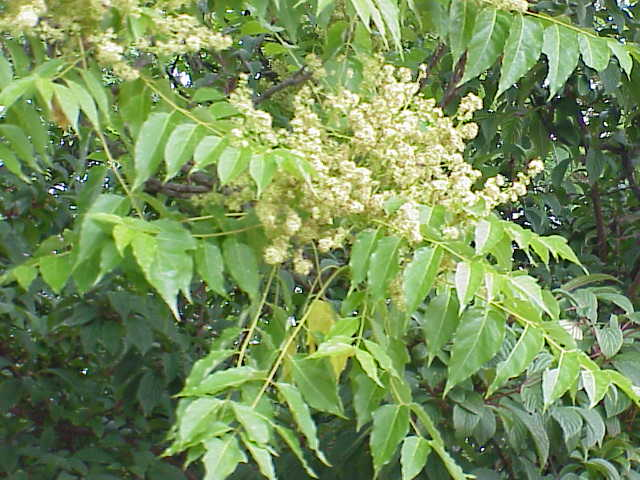
Az Ailanthus altissima virágai

Az Ailanthus a Samia cynthia nevű selyemszövőhernyó tápláléknövénye, mely olcsóbb és erősebb selymet sző az eperfalevéllel táplálkozó selyemlepke hernyójánál, de finomságban, fényességben nem közelíti meg azt. Az Ailanthust fogyasztó lepkék közé tartozik még az Endoclita malabaricus.

## Fordítás
- Ez a szócikk részben vagy egészben az Ailanthus című angol Wikipédia-szócikk fordításán alapul.  Az eredeti cikk szerkesztőit annak laptörténete sorolja fel. Ez a jelzés csupán a megfogalmazás eredetét és a szerzői jogokat jelzi, nem szolgál a cikkben szereplő információk forrásmegjelöléseként.